# Marele Premiu al Marii Britanii din 2018
Marele Premiu al Marii Britanii din 2018 (cunoscut oficial ca Formula 1 2018 Rolex British Grand Prix) a fost o cursă auto de Formula 1 ce s-a desfășurat pe 8 iulie 2018 pe Circuitul Silverstone din Silverstone, Regatul Unit. Cursa a fost cea de-a zecea etapă a Campionatului Mondial de Formula 1 din 2018 fiind pentru a șaizeci și noua oară când are loc această cursă în cadrul calendarului de Formula 1.
Pilotul Ferrari Sebastian Vettel a avut un singur punct avans în fața lui Mercedes Lewis Hamilton înaintea cursei, în clasamentul piloților, în timp ce în clasamentul constructorilor, Ferrari a avut zece puncte avans în fața Mercedes.

## Calificări
Calificările au avut loc pe 7 iulie 2018, începând cu ora locală 14:00 BST (UTC+1), ora 16:00 EEST.
| Poz.                  | Nr. | Pilot             | Constructor               | Timpi calificări | Timpi calificări | Timpi calificări | Grila finală |
| Poz.                  | Nr. | Pilot             | Constructor               | Q1               | Q2               | Q3               | Grila finală |
| --------------------- | --- | ----------------- | ------------------------- | ---------------- | ---------------- | ---------------- | ------------ |
| 1                     | 44  | Lewis Hamilton    | Mercedes                  | 1:26,818         | 1:26,256         | 1:25,892         | 1            |
| 2                     | 5   | Sebastian Vettel  | Ferrari                   | 1:26,585         | 1:26,372         | 1:25,936         | 2            |
| 3                     | 7   | Kimi Räikkönen    | Ferrari                   | 1:27,549         | 1:26,483         | 1:25,990         | 3            |
| 4                     | 77  | Valtteri Bottas   | Mercedes                  | 1:27,025         | 1:26,413         | 1:26,217         | 4            |
| 5                     | 33  | Max Verstappen    | Red Bull Racing-TAG Heuer | 1:27,309         | 1:27,013         | 1:26,602         | 5            |
| 6                     | 3   | Daniel Ricciardo  | Red Bull Racing-TAG Heuer | 1:27,979         | 1:27,369         | 1:27,099         | 6            |
| 7                     | 20  | Kevin Magnussen   | Haas-Ferrari              | 1:28,143         | 1:27,730         | 1:27,244         | 7            |
| 8                     | 8   | Romain Grosjean   | Haas-Ferrari              | 1:28,086         | 1:27,522         | 1:27,455         | 8            |
| 9                     | 16  | Charles Leclerc   | Sauber-Ferrari            | 1:27,962         | 1:27,790         | 1:27,879         | 9            |
| 10                    | 31  | Esteban Ocon      | Force India-Mercedes      | 1:28,279         | 1:27,843         | 1:28,194         | 10           |
| 11                    | 27  | Nico Hülkenberg   | Renault                   | 1:28,017         | 1:27,901         |                  | 11           |
| 12                    | 11  | Sergio Pérez      | Force India-Mercedes      | 1:28,210         | 1:27,928         |                  | 12           |
| 13                    | 14  | Fernando Alonso   | McLaren-Renault           | 1:28,187         | 1:28,139         |                  | 13           |
| 14                    | 10  | Pierre Gasly      | Scuderia Toro Rosso-Honda | 1:28,399         | 1:28,343         |                  | 14           |
| 15                    | 9   | Marcus Ericsson   | Sauber-Ferrari            | 1:28,249         | 1:28,391         |                  | 15           |
| 16                    | 55  | Carlos Sainz Jr.  | Renault                   | 1:28,456         |                  |                  | 16           |
| 17                    | 2   | Stoffel Vandoorne | McLaren-Renault           | 1:29,096         |                  |                  | 17           |
| 18                    | 35  | Serghéi Sirótkin  | Williams-Mercedes         | 1:29,252         |                  |                  | LB           |
| Regula 107%: 1:32,645 |     |                   |                           |                  |                  |                  |              |
| —                     | 18  | Lance Stroll      | Williams-Mercedes         | Fără timp        |                  |                  | LB           |
| —                     | 28  | Brendon Hartley   | Scuderia Toro Rosso-Honda | Fără timp        |                  |                  | LB           |
| Sursa:                |     |                   |                           |                  |                  |                  |              |

Note
- ^1 – Lance Stroll nu a reușit să obțină un timp necesar pentru calificare, dar a primit permisiunea de a concura din partea organizatorilor.
- ^2 – Brendon Hartley nu a luat parte la calificări după accidentul de la antrenamente,dar a primit permisiunea de a concura din partea organizatorilor.

## Cursa
Cursa a avut loc pe 8 iulie 2018, începând cu ora locală 14:00 BST (UTC+1), ora 16:00 EEST, și a durat 52 de tururi.
| Poz.   | Nr. | Pilot             | Constructor               | Tururi | Timp/Retras | Grilă | Puncte |
| ------ | --- | ----------------- | ------------------------- | ------ | ----------- | ----- | ------ |
| 1      | 5   | Sebastian Vettel  | Ferrari                   | 52     | 1:27.29,784 | 2     | 25     |
| 2      | 44  | Lewis Hamilton    | Mercedes                  | 52     | +2,264      | 1     | 18     |
| 3      | 7   | Kimi Räikkönen    | Ferrari                   | 52     | +3,652      | 3     | 15     |
| 4      | 77  | Valtteri Bottas   | Mercedes                  | 52     | +8,883      | 4     | 12     |
| 5      | 3   | Daniel Ricciardo  | Red Bull Racing-TAG Heuer | 52     | +9,500      | 6     | 10     |
| 6      | 27  | Nico Hülkenberg   | Renault                   | 52     | +28,220     | 11    | 8      |
| 7      | 31  | Esteban Ocon      | Force India-Mercedes      | 52     | +29,930     | 10    | 6      |
| 8      | 14  | Fernando Alonso   | McLaren-Renault           | 52     | +31,115     | 13    | 4      |
| 9      | 20  | Kevin Magnussen   | Haas-Ferrari              | 52     | +33,188     | 7     | 2      |
| 10     | 10  | Pierre Gasly      | Scuderia Toro Rosso-Honda | 52     | +34,129     | 14    | 1      |
| 11     | 11  | Sergio Pérez      | Force India-Mercedes      | 52     | +34,708     | 12    |        |
| 12     | 2   | Stoffel Vandoorne | McLaren-Renault           | 52     | +35,774     | 17    |        |
| 13     | 18  | Lance Stroll      | Williams-Mercedes         | 52     | +38,106     | LB    |        |
| 14     | 35  | Serghéi Sirótkin  | Williams-Mercedes         | 52     | +48,113     | LB    |        |
| 15     | 33  | Max Verstappen    | Red Bull Racing-TAG Heuer | 46     | Frâne       | 5     |        |
| Ab     | 8   | Romain Grosjean   | Haas-Ferrari              | 37     | Coliziune   | 8     |        |
| Ab     | 55  | Carlos Sainz Jr.  | Renault                   | 37     | Coliziune   | 16    |        |
| Ab     | 9   | Marcus Ericsson   | Sauber-Ferrari            | 31     | Accident    | 15    |        |
| Ab     | 16  | Charles Leclerc   | Sauber-Ferrari            | 18     | Anvelope    | 9     |        |
| Ab     | 28  | Brendon Hartley   | Scuderia Toro Rosso-Honda | 1      | Motor       | LB    |        |
| Sursa: |     |                   |                           |        |             |       |        |

Note
- ^1 – Max Verstappen s-a retras din cursă dar a fost inclus în clasament întrucât a parcurs mai mult de 90% din distanță.

## Clasamentele campionatelor după cursă
|   | Poz. | Pilot            | Puncte |
| - | ---- | ---------------- | ------ |
|   | 1    | Sebastian Vettel | 171    |
|   | 2    | Lewis Hamilton   | 163    |
|   | 3    | Kimi Räikkönen   | 116    |
|   | 4    | Daniel Ricciardo | 106    |
| 1 | 5    | Valtteri Bottas  | 104    |

|  | Poz. | Constructor               | Puncte |
|  | ---- | ------------------------- | ------ |
|  | 1    | Ferrari                   | 287    |
|  | 2    | Mercedes                  | 267    |
|  | 3    | Red Bull Racing-TAG Heuer | 199    |
|  | 4    | Renault                   | 70     |
|  | 5    | Haas-Ferrari              | 51     |